# Sigrid Hunke
Sigrid Hunke est une historienne des religions et écrivain allemande, née à Kiel le 26 avril 1913 et morte à Hambourg le 15 juin 1999. Elle a également été théoricienne de l'universalisme unitarien. 
Ayant adhéré au parti nazi et à ses idées, elle est proche de Himmler et travaille pour l'Ahnenerbe avant de se faire connaître pour ses ouvrages sur la civilisation islamique et sur le néopaganisme dont elle est partisane. À partir de 1960, pour l'Europe elle prône un retour aux valeurs de la Germanie païenne et à une identité européenne à laquelle elle associe l'islam.

## Biographie
Sigrid Hunke naquit à Kiel le 26 avril 1913. À partir de 1934, elle étudia la psychologie, la philosophie et les sciences des religions notamment auprès de Martin Heidegger et Karlfried Graf Dürckheim,. Elle milita à l'Union des étudiants nationaux-socialistes allemands (NSDS) avant de s'inscrire au Parti national-socialiste (NSDAP) le 1er mai 1937. Elle collabora aux recherches menées par l'Ahnenerbe et donna des articles à sa revue Germanien. En 1941, elle passa son Doctorat à la faculté de Philosophie de l'Université de Berlin sous la supervision de l'islamologue Ludwig Ferdinand Clauss. Ce dernier était par ailleurs un des promoteurs des théories raciales que Sigrid Hunke fit siennes dans sa thèse et par la suite avec discrétion. En 1942, elle épousa le diplomate Peter H. Schulze et ensemble, ils vécurent à Tanger jusqu'en 1944.
Dans les années 1950, elle devint une idéologue des Unitariens allemands et assura durant douze ans, de 1971 à 1983, la vice-présidence de leur communauté, la "Deutsche Unitarier Religionsgemeinschaft" (DUR). C'est en 1960 qu'elle publia les deux ouvrages qui la rendront célèbre : Allahs Sonne über dem Abendland (Le Soleil d'Allah brille sur l'Occident) et Europas eigene Religion (La Vraie Religion de l'Europe). Depuis le milieu des années 1970, elle est connue en Allemagne comme la principale théoricienne du courant unitarien. En 1989, avec la minorité de tendance völkisch, elle fait sécession pour fonder la Bund Deutscher Unitarier, Religionsgemeinschaft europäischen Geistes (BDU). À partir de 1986, Hunke participe régulièrement au Séminaire de Thulé (de), fondé par Pierre Krebs à Cassel ; elle publie dans la revue Elemente (de).
À partir de 1974, elle appartient au comité de patronage de Nouvelle École.

## Thèses
Deux thèmes sous-tendent l'œuvre de Sigrid Hunke : la promotion d'un nouveau paganisme (avec son corollaire l'anti-christianisme) et l'islamophilie.

### Le Soleil d'Allah brille sur l'Occident
Hunke est connue pour ses travaux traitant de l'influence de l'islam sur les valeurs occidentales[réf. nécessaire] et les apports de la civilisation islamique à l'Occident, comme selon elle le sextant, la psychanalyse, la chimie, la physique, et les mathématiques. Elle explique dans son ouvrage Le soleil d'Allah brille sur l'Occident (Allahs Sonne über dem Abendland) paru en 1960 que, selon elle, l'influence du monde arabe sur l'Occident fut la première étape de la libéralisation de la chrétienté en Europe et que le monde arabe a définitivement fait entrer l'Occident dans la démocratie, la science et les valeurs spirituelles[réf. nécessaire]. En outre, elle met en lumière les voies par lesquelles les arts, la culture et les sciences de la civilisation islamique seraient venus nourrir la Renaissance. Sur le plan astronomique, elle décrit méticuleusement les instruments de mesure dits "arabes" et leurs améliorations ayant transité par la suite en Occident. L'ouvrage se termine sur un appel à la reconnaissance mutuelle entre monde occidental et oriental :

« La haine religieuse et l'intolérance ont toujours été les pires conseillères des peuples, leur fomentation l'ennemi de toute vie et de tout progrès. Que les peuples ne puissent, au contraire, atteindre leur plus grand épanouissement sans des échanges et une considération réciproque, sans l'ouverture de toutes leurs frontières et une amicale concurrence, voilà ce que ne manque pas de confirmer l'histoire étrange (marquée à la fois par la répulsion et l'attirance, l'hostilité et l'envoûtement) des relations entre le monde musulman et l'Occident, relations, qui en dépit de la méfiance et de la haine ont été pour l'univers un immense bienfait. »

Son écrit est traduit dans plusieurs langues, dont le français, et a été republié par Albin Michel à plusieurs reprises. 
Selon le général Pierre Marie Gallois, Sigrid Hunke s'est employée « avec une très grande érudition à mettre en évidence l'apport des Arabes à la civilisation ». Pour l'anthropologue Jean-Marc Ela, l'ouvrage, en mettant en avant les apports arabo-musulmans, vient souligner la mémoire sélective de l'Occident : « L'Occident se reconnaît dans son héritage gréco-romain et judéo-chrétien. Mais que sait-il de l'apport musulman ? ». 
L'historien Sylvain Gouguenheim dans son livre Aristote au mont Saint-Michel se livre, lui, à une critique de l'ouvrage de Sigrid Hunke : « L’ouvrage mériterait d’être étudié page par page tant il déforme les faits, ment par omission, extrapole sans justifications et recourt au besoin à la tradition ésotérique ». Il réfute la thèse de Hunke et démontre que les grandes découvertes telles que l'algèbre, le zéro, la boussole etc. ne sont pas arabes ou islamiques mais issues des Babyloniens, Grecs, Assyriens, Indiens, Chinois, etc.

### La Vraie Religion de l'Europe
Dans cet ouvrage, Hunke développe la thèse de la survivance du paganisme en Occident à travers les diverses hérésies du christianisme dont elle analyse les convergences.
Son paganisme a été prisé par des unitariens.
Alain de Benoist, qui fut l'ami de Hunke, a loué cet ouvrage et a rendu hommage à son auteure après son décès en 1999, dans un article intitulé « Sigrid Hunke : Elle avait retrouvé la vraie religion de l’Europe ».
S'il a été peu lu en France, son livre a eu un succès en Allemagne, notamment auprès de gens peu intéressés par la politique mais représentant dans une certaine mesure l'establishment politique.

## Œuvres
Seuls deux ouvrages ont été traduits en français. Pour les autres est donnée, en commentaire, une traduction approximative en français du titre original en allemand.
- (de) Sigrid Hunke, Schulungsbrief ,,Rassenseelenkunde", 1935Article court, dont le titre peut être approximativement traduit, en français, par « Lettre de formation : psychologie de la race ».
- (de) Sigrid Hunke, Herkunft und Wirkung fremder Vorbilder auf den deutschen Menschen, Berlin, 1941, 173 p. (DNB 571404588)Mémoire de philosophie dactylographié, Université de Berlin. Traduction approximative du titre en français : « Origine et effet des modèles étrangers sur les Allemands ».
- (de) Sigrid Hunke, Am Anfang waren Mann und Frau : Vorbilder und Wandlungen der Geschlechterbeziehungen, Hamm, Grote, 1955, 312 p. (DNB 452145139)Traduction approximative du titre en français : « Au commencement, les hommes et les femmes : les modèles de rôle et les relations entre les sexes ».
- (de) Sigrid Hunke, Allahs Sonne über dem Abendland : Unser arabisches Erbe, Stuttgart, Deutsche Verlags-Anstalt, 1960, 375 p. (DNB 452145155)

(fr) Sigrid Hunke (trad. Solange et Georges de Lalène), Le Soleil d'Allah brille sur l'Occident : notre héritage arabe [« Allahs Sonne über dem Abendland, unser arabisches Erbe »], Paris, 1963, 405 p. (BNF 33046824)
(fr) Sigrid Hunke (trad. Solange et Georges de Lalène), Le Soleil d'Allah brille sur l'Occident : notre héritage arabe [« Allahs Sonne über dem Abendland, unser arabisches Erbe »], Paris, Albin Michel, coll. « Espaces libres » (no 76), 1997, 414 p. (ISBN 978-2-226-09358-5, BNF 36168972)
- (de) Sigrid Hunke, Das Reich ist tot : es lebe Europa. Eine europäische Ethik, Hanovre, Pfeiffer, 1965, 192 p. (DNB 452145147)Traduction approximative du titre en français : « L'Empire est mort, vive l'Europe ! : Une éthique européenne ».
- (de) Sigrid Hunke, Europas andere Religion : Die Überwindung der religiösen Krise, Düsseldorf et Vienne, Econ Verlag, 1969, 558 p. (DNB 457042486)Traduction approximative du titre en français : « L'Autre religion de l'Europe : le dépassement de la crise religieuse ».
- (de) Sigrid Hunke, Das Ende des Zwiespalts : Zur Diagnose und Therapie einer kranken Gesellschaft, Bergisch Gladbach, Lübbe, 1971, 245 p. (ISBN 3-7857-0077-6, DNB 720083311)Traduction approximative du titre en français : « La fin de la discorde : diagnostic et traitement d'une société malade ».
- (de) Sigrid Hunke, Das Nach-kommunistische Manifest : der dialektische Unitarismus als Alternative, Stuttgart, H. Seewald, 1974, 240 p. (ISBN 3-512-00341-9, DNB 740300466)Traduction approximative du titre en français : « Le Manifeste post-communiste : l'unitarisme dialectique comme alternative ».
- (de) Sigrid Hunke, Kamele auf dem Kaisermantel : Deutsch-arabische Begegnungen seit Karl dem Großen, Stuttgart, Deutsche Verlags-Anstalt, 1976, 191 p. (ISBN 3-421-01744-1, DNB 760225826)Traduction approximative du titre en français : « Des chameaux sur le manteau impérial : les rencontres germano-arabes depuis Charlemagne ».
- (de) Sigrid Hunke, Glauben und Wissen : Die Einheit europäischer Religion und Naturwissenschaft, Dusseldorf, 1979, 306 p. (ISBN 3-430-14897-9, DNB 790313979)Traduction approximative du titre en français : « Foi et science : l'unité de la religion et de la science européennes ».
- (de) Sigrid Hunke, Europas eigene Religion : Der Glaube der Ketzer, Bergisch Gladbach, Bastei Lübbe, 1983, 432 p. (ISBN 3-404-63066-1)

Sigrid Hunke, La vraie religion de l'Europe : La foi des « hérétiques » [« Europas eigene Religion : Der Glaube der Ketzer »], Paris, Le Labyrinthe, coll. « Livre-club du Labyrinthe », 1985, 286 p. (BNF 36630711)L'identité du ou des traducteurs en français est absente de la source consultée. Le code ISBN, s'il existe, est inconnu.
- (de) Sigrid Hunke, Tod - was ist dein Sinn?, Pfullingen, Neske, 1986, 164 p. (ISBN 3-7885-0286-X, DNB 860949729)Traduction approximative du titre en français : « Mort, quel est ton sens ? ». Recension de Bertrand Eeckhout dans Synergies européennes, 1986.
- (de) Sigrid Hunke, Vom Untergang des Abendlandes zum Aufgang Europas : Bewusstseinswandel und Zukunftsperspektiven, Rosenheim, Horizonte-Verlag, 1989, 335 p. (ISBN 3-926116-16-1, DNB 900192593)Traduction approximative du titre en français : « De la chute de l'Occident à l'émergence de l'Europe : l'évolution des consciences et les perspectives d'avenir ».
- (de) Sigrid Hunke, Allah ist ganz anders : Enthüllung von 1001 Vorurteilen über die Araber, Bad König, Goldmann Verlag, 1990, 142 p. (ISBN 3-926116-25-0, DNB 910641846)Traduction approximative du titre en français : « Allah est très différent : révélation de 1 001 préjugés sur les Arabes ».